# Centro de Investigação e Prevenção de Acidentes Aeronáuticos
Le Centro de Investigação e Prevenção de Acidentes Aeronáuticos (abrégé CENIPA, traduit littéralement par Centre d'enquête et de prévention des accidents aéronautiques) est un organisme lié à Força Aérea Brasileira (FAB, Force aérienne brésilienne), responsable des activités de recherche et de prévention des accidents aériens dans le pays. Son siège est fixé à Brasilia.